# サイン・アンド・トレード
サイン・アンド・トレード(Sign and Trade)とは、NBAで、制限なしのフリーエージェント選手が、あるチームと契約を締結した後にその選手の希望する他のチームへトレードされること。NBAにおける選手とチーム間の契約履行形態の一つであり、リーグとNBA選手組合との間での取り決め(CBA)に基づいている。サイン・アンド・トレードは、最終的にトレードで獲得するチームがより高額のサラリーで選手にオファーする場合と、チームが通常より、より長期に亘ってNBAサラリーキャップを保持したい場合に行われる。

## チームの安定化
サイン・アンド・トレードはフリーエージェントとなった選手をチームが失う場合に、チームの資産運用の一助となり、放出選手にとってはサラリーの増加と契約延長の要因となる。またチームが、通常の契約よりも、より好条件、競争力のある契約によって、選手を獲得する助けとなる。チームでオフシーズンにFAとなる選手に対して、少なくとも他の1チームが契約をしそうな場合、見返りとして得るものが全くなくなるのを防ぐためにしばしば履行される。しかしながら、チームは現行の契約を保持していることから、他のチームよりも単年度での高額の提示ができ、より長期の契約が締結できる可能もある。それ故、選手にとっては、単にFAとなりチームを離れるより、より好条件の契約が締結できる旨味があり、選手の現行チームにとっては、替わりの選手や金銭、あるいは将来のドラフト権を得ることができることから双方に興味が生まれる。

## サイン・アンド・トレードの無効化
サイン・アンド・トレードはリーグの規則によれば、自動契約的移籍と考えられており、もし、特定の不具合(例えば身体検査の結果が悪かった場合など)によりトレードが無効となった場合、トレード前に締結した契約もまた無効となる。これによって、このような不要な選手を獲得する事例がチームに起こらないようになっている。2005年、サイン・アンド・トレードによって ポートランド・トレイルブレイザーズからシャリーフ・アブドゥル・ラヒームがニュージャージー・ネッツに獲得された際にこの事例が起こっている。検査によりラヒームの膝に損傷が見つかったことで、ネッツは後にトレードを無効とした。この結果、ラヒームは再度フリーエージェントに戻り、ポートランドとの、バード条項での契約は、無効とされた。